# تشیژکوف (ناحیه پلزن-جنوبی)
تشیژکوف (به چکی: Čížkov) یک منطقهٔ مسکونی در جمهوری چک است که در Plzeň-South District واقع شده‌است. تشیژکوف ۴۹٫۱ کیلومتر مربع مساحت و ۶۰۳ نفر جمعیت دارد و ۵۷۸ متر بالاتر از سطح دریا واقع شده‌است.